# Hugo Rubio
Hugo Eduardo Rubio (Talca, 5 juli 1960) is een voormalig profvoetballer uit Chili. Hij speelde als aanvaller. Rubio heeft drie zonen, die allen professioneel voetbal spelen: Eduardo, Matías en Diego. Hij werd later spelersmakelaar en begeleidde onder anderen de Chileense internationals Luis Jiménez en Matías Fernández.

## Clubcarrière
Rubio speelde bijna twintig seizoenen profvoetbal. Succesvol was hij vooral met Colo-Colo, met wie hij onder meer vier Chileense landstitels won. Hij speelde verder in Italië, Spanje en Zwitserland.

## Interlandcarrière
Rubio speelde 36 officiële interlands voor Chili in de periode 1984-1991, en scoorde twaalf keer voor de nationale ploeg. Hij maakte zijn debuut in de vriendschappelijke thuiswedstrijd tegen Mexico (1-0) op 28 oktober 1984 in Santiago. Rubio nam met Chili onder meer deel aan twee Copa América's: 1987 en 1991. Zijn laatste optreden in de Chileense nationale ploeg was op 21 juli 1991 tegen Brazilië, toen hij een aanvalsduo vormde met Iván Zamorano.

## Erelijst
Cobreloa
- Primera División de Chile

1982, 1985
 Colo-Colo
- Primera División de Chile

1986, 1991, 1993, 1996
- Copa Chile

1988, 1994, 1996
- Recopa Sudamericana

1991
- Copa Interamericana

1992